# Брокје
Брокје (фр. Broquiers) насеље је и општина у североисточној Француској у региону Пикардија, у департману Оаза која припада префектури Бове.
По подацима из 2011. године у општини је живело 234 становника, а густина насељености је износила 80,14 становника/km². Општина се простире на површини од 2,92 km². Налази се на средњој надморској висини од 204 метара (максималној 212 m, а минималној 192 m).

## Демографија
| 1962. | 1968. | 1975. | 1982. | 1990. | 1999. | 2011. |
| ----- | ----- | ----- | ----- | ----- | ----- | ----- |
| 179   | 185   | 190   | 186   | 218   | 225   | 234   |

График промене броја становника у току последњих година